# Cubatyphlops
Cubatyphlops is een geslacht van slangen uit de familie wormslangen (Typhlopidae).

## Naam en indeling
De wetenschappelijke naam van de groep werd voor het eerst voorgesteld door Stephen Blair Hedges, Angela B. Marion, Kelly M. Lipp, Julie Marin en Nicolas Vidal in 2014. De soorten werden eerder aan het geslacht Typhlops gerekend. Er zijn 12 soorten, inclusief de pas in 2009 beschreven soort Cubatyphlops golyathi. Zeven soorten werden voor het eerst beschreven in 2007, veel van de wormslangen worden hierdoor in de literatuur nog niet vermeld.
De geslachtsnaam Cubatyphlops betekent vrij vertaald 'blindogen van Cuba'.

## Verspreiding en habitat
De wormslangen komen voor in delen van de Caraïben en leven op en rond het eiland Cuba. De meeste soorten komen hier endemisch voor, enkele soorten leven op de Bahama's en de Kaaimaneilanden. De habitat bestaat uit droge tropische en subtropische bossen en scrublands, zandduinen langs de kust en langs stranden. Ook in door de mens aangepaste streken zoals landelijke tuinen kunnen de dieren worden aangetroffen.

## Beschermingsstatus
Door de internationale natuurbeschermingsorganisatie IUCN is aan alle soorten een beschermingsstatus toegewezen. Twee soorten worden beschouwd als 'veilig' (Least Concern of LC), acht soorten als 'onzeker' (Data Deficient of DD) en een soort als 'bedreigd' (Endangered of EN). De soort Cubatyphlops epactius ten slotte staat te boek als 'ernstig bedreigd' (Critically Endangered of CR).

## Soorten
Het geslacht omvat de volgende soorten, met de auteur en het verspreidingsgebied.
| Naam                     | Auteur                   | Verspreidingsgebied | Beschermingsstatus |
| ------------------------ | ------------------------ | ------------------- | ------------------ |
| Cubatyphlops anchaurus   | Thomas & Hedges, 2007    | Oostelijk Cuba      |                    |
| Cubatyphlops anousius    | Thomas & Hedges, 2007    | Oostelijk Cuba      |                    |
| Cubatyphlops arator      | Thomas & Hedges, 2007    | Westelijk Cuba      |                    |
| Cubatyphlops biminiensis | Richmond, 1955           | Bahama's            |                    |
| Cubatyphlops caymanensis | Sackett, 1940            | Kaaimaneilanden     |                    |
| Cubatyphlops contorhinus | Thomas & Hedges, 2007    | Oostelijk Cuba      |                    |
| Cubatyphlops epactius    | Thomas, 1968             | Kaaimaneilanden     |                    |
| Cubatyphlops golyathi    | Domínguez & Moreno, 2009 | Westelijk Cuba      |                    |
| Cubatyphlops notorachius | Thomas & Hedges, 2007    | Oostelijk Cuba      |                    |
| Cubatyphlops paradoxus   | Thomas, 1968             | Bahama's            |                    |
| Cubatyphlops perimychus  | Thomas & Hedges, 2007    | Oostelijk Cuba      |                    |
| Cubatyphlops satelles    | Thomas & Hedges, 2007    | Centraal Cuba       |                    |